# Herbert und Schnipsi
Herbert und Elisabeth „Schnipsi“ (Haberkorn) sind das jeweilige Alter Ego und fiktive Bühnenfiguren des deutschen Kabarettisten-Ehepaars Claudia Schlenger-Meilhamer und Hanns Meilhamer.

## Figuren
Schlenger und Meilhamer verwenden den bairischen Dialekt. Herbert wird meist als ziemlich verplant und zurückhaltend dargestellt, Schnipsi als übermütig und sturköpfig. Oft geraten die beiden in Streit.

## Leben und Schaffen
1982 präsentierten Schlenger und Meilhamer ihre Figuren erstmals auf der Bühne; inzwischen sind die beiden bei Auftritten im gesamten deutschsprachigen Raum zu sehen. Das Ehepaar tritt seit 1984 aber auch in Fernsehsendungen und Radiosketchen auf, welche damals größtenteils in München gedreht wurden (die in zwei Staffeln gedrehte Fernsehserie hingegen wurde in Schlengers ursprünglicher Heimatstadt Bad Tölz gedreht, eine Folge auch in Freilassing). Zwischen 1994 und 2005 unterstützte sie der gemeinsame Sohn Simon (alias Pauli Haberkorn) gelegentlich bei TV-Produktionen. Inzwischen ist Simon als Manager tätig. Bekannte Nebendarsteller der Sketche sowie der Serie waren u. a. Willy Astor, Eva Mähl, Rolf Illig, Ludwig Wühr, Rainer Basedow, Ingeborg Sassen-Haase, Franziska Stömmer, Jürgen Tonkel, Monika Manz und Gerd Lohmeyer.

## Auszeichnungen
- 2013: Bayerischer Poetentaler  der Münchner Turmschreiber

- 2024: Bayerischer Kabarettpreis für ihr Lebenswerk

## Bühnenprogramme
- Alles was recht ist
- Du bleibst bei mir!
- Du und i und mei Mama
- Ja wos denn no!?
- Weil mir uns net geniern!
- Juchhu, glei schmeißt’s uns wieder

## TV
- Herbert und Schnipsi (BR; gedreht in München)
- Die Herbert und Schnipsi-Show (ARD; gedreht im Landkreis Bad Tölz-Wolfratshausen)
- Gastauftritte als Herbert und Schnipsi in Kanal fatal, Die Komiker und Grünwald Freitagscomedy
- In den 1980er Jahren und frühen 1990er Jahren alljährlich vor Weihnachten ein satirisches Weihnachtsstück (BR)
- 2009: Herbert und Schnipsi – zwei wie du und ich (BR)
- 1991: Gastauftritt in der Serie Café Meineid

## Radio
- Auftritte: Bayerischer Rundfunk, Mitteldeutscher Rundfunk, Westdeutscher Rundfunk und Hessischer Rundfunk